# Paolo Maldini
Paolo Cesare Maldini (ur. 26 czerwca 1968 w Mediolanie) – włoski piłkarz, który występował na pozycji obrońcy. Przez całą karierę grał w A.C. Milan, którego jest wychowankiem oraz pięciokrotnie triumfował w rozgrywkach Ligi Mistrzów UEFA w sezonach (1988/1989), (1989/1990), (1993/1994), (2002/2003) i (2006/2007) oraz był również kapitanem tej drużyny. Był także reprezentantem Włoch z którą zdobył wicemistrzostwo świata 1994, brązowy medal mistrzostw świata 1990 i wicemistrzostwo europy 2000. Dla drużyny narodowej rozegrał łącznie 126 meczów. 

## Kariera
Debiut w klubie zaliczył w wieku 17 lat, 20 stycznia 1985 roku w zremisowanym 1:1 meczu z Udinese Calcio. Już od następnego sezonu, Maldini stale grał w jedenastce zespołu, rywalizując na murawie z zawodnikami takimi jak m.in. piłkarze Juventusu, Zbigniew Boniek czy Michel Platini. Zagrał wtedy w 27 meczach włoskiej Serie A. W sezonie 1987/88, razem z Milanem zdobył mistrzostwo Włoch. W latach 1988/89 i 1989/90 zdobył Puchar Europy. Od sezonu 1991/92, trzy razy z rzędu zdobył mistrzostwo Włoch, ponadto w sezonie 93/94 wygrał trzeci już Puchar Europy.
Kolejne mistrzostwa zdobył w sezonach 1995/96, 1998/99 oraz 2003/04. Natomiast po kolejne zwycięstwo w Lidze Mistrzów, sięgnął w sezonie 2002/03. W roku 2005 Maldini w finale Ligi Mistrzów z Liverpoolem strzelił bramkę, (Milan prowadził do przerwy 3:0), lecz ostatecznie Włosi przegrali po dogrywce i rzutach karnych. W 2007 roku Milan wygrał w finale Ligi Mistrzów wynikiem 2:1 (gdzie również grali z Liverpoolem);  obie bramki dla włoskiej drużyny zdobył Filippo Inzaghi. Dla Maldiniego był to piąty zdobyty Puchar Mistrzów oraz ósme wystąpienie finale; Włoch wyrównał wówczas rekordy odpowiednio Alfreda Di Stéfano i Francisca Gento.
16 lutego 2008 roku w meczu 23 kolejki włoskiej Serie A pomiędzy A.C. Milan a Parma F.C. Paolo rozegrał swój 1000 mecz w profesjonalnej karierze. Jak wyliczyli dziennikarze „La Gazzetta dello Sport” od profesjonalnego debiutu Maldiniego minęło 8427 dni. Według obliczeń tej gazety Maldini z tysiąca meczów aż 981 rozegrał w pierwszej jedenastce czy to A.C. Milan czy reprezentacji Włoch, przeważnie z opaską kapitana, a w 916 spotkaniach grał przez pełne 90 minut. Kapitan Milanu spotkanie w Parmie rozpoczął na ławce rezerwowych. W 68 minucie wszedł na boisko, zmieniając Marka Jankulovskiego.
17 kwietnia 2009 Maldini zapowiedział, że po sezonie zakończy karierę. 24 maja rozegrał swój ostatni mecz na stadionie San Siro, gdzie Milan przegrał z Romą 2:3. Niektórzy kibice po spotkaniu wyrazili swoje niezadowolenie ze stosunków piłkarza z publicznością. 31 maja 2009 Maldini zakończył 25-letnią karierę piłkarską w wygranym meczu z Fiorentiną 2:0. Pod koniec czerwca Włoska Federacja Piłkarska na łamach jednego z dzienników podziękowała piłkarzowi za jego karierę i 126 spotkań we włoskiej drużynie narodowej. Wcześniej Maldini odrzucił propozycję rozegrania pożegnalnego meczu.

## Po zakończeniu kariery
Po zakończeniu kariery przez Maldiniego koszulka z numerem 3, w której grał piłkarz, została zastrzeżona. Koszulkę z tym numerem może otrzymać tylko jego syn, o ile w przyszłości będzie grał w Milanie.
27 sierpnia 2009 podczas losowania fazy grupowej Ligi Mistrzów, Michel Platini wręczył Paolowi Maldiniemu nagrodę za całokształt kariery.
W sierpniu 2018 roku, Maldini powrócił do AC Milan, gdzie został wybrany na stanowisko dyrektora strategii i rozwoju w pionie sportowym.

## Życie prywatne
Jest synem Cesarego Maldiniego. Żonaty z modelką Adrianą Fossa, z którą ma synów Christiana (ur. 1996) i Daniela (ur. 2001). Christian rozpoczął karierę piłkarską w młodzieżowej drużynie Milanu grając, podobnie jak ojciec, na pozycji lewego obrońcy. Od 2019 roku jest zawodnikiem zespołu Pro Sesto 1913. Z kolei Daniel gra na pozycji ofensywnego pomocnika, a przez trenerów i swojego dziadka, Cesarego Maldiniego, uznawany był za wielki talent, który wkrótce zagrać może w pierwszej drużynie Milanu. 2 Lutego 2020 roku zadebiutował w pierwszej drużynie Milanu, a w dniu 25.09.2021 r. w wyjazdowym meczu przeciwko Spezii zdobył swoją pierwszą ligową bramkę dla klubu (mecz zakończył się wynikiem 2:1 dla Milanu).

## Sukcesy
A.C. Milan
- Mistrzostwo Włoch (7): 1988, 1992, 1993, 1994, 1996, 1999, 2004
- Puchar Włoch (1): 2003
- Superpuchar Włoch (5): 1989, 1992, 1993, 1994, 2004
- Puchar Europy (5): 1989, 1990, 1994, 2003, 2007
- Superpuchar Europy (5): 1989, 1990, 1994, 2003, 2007
- Puchar Interkontynentalny (2): 1989, 1990
- Klubowe Mistrzostwo Świata (1): 2007

Reprezentacja Włoch
- wicemistrzostwo świata (1): 1994
- wicemistrzostwo Europy (1): 2000
- III miejsce na mistrzostwach świata (1): 1990
- III miejsce na mistrzostwach Europy (1): 1988

Indywidualnie
- Bravo Award: 1989
- FIFPro World XI: 2005
- Najlepszy piłkarz Ligi Mistrzów: 2003
- FIFA 100: 2004
- Najlepszy obrońca Ligi Mistrzów: 2007
- Najlepszy Piłkarz Świata według World Soccer: 1994

## Statystyki
| Sezon     | Klub       | Liga    | Liga  | Liga | Puchar | Puchar | Puchar | Europa | Europa | Europa | Inne          | Inne  | Inne | Łącznie | Łącznie |
| Sezon     | Klub       | Liga    | Mecze | Gole | Puchar | Mecze  | Gole   | Puchar | Mecze  | Gole   | Puchar        | Mecze | Gole | Mecze   | Gole    |
| --------- | ---------- | ------- | ----- | ---- | ------ | ------ | ------ | ------ | ------ | ------ | ------------- | ----- | ---- | ------- | ------- |
| 1984/1985 | A.C. Milan | Serie A | 1     | 0    | PW     | 0      | 0      | –      | –      | –      | –             | –     | –    | 1       | 0       |
| 1985/1986 | A.C. Milan | Serie A | 27    | 0    | PW     | 6      | 0      | PU     | 6      | 0      | Torneo Estivo | 1     | 0    | 40      | 0       |
| 1986/1987 | A.C. Milan | Serie A | 29+1  | 1+0  | PW     | 7      | 0      | –      | –      | –      | –             | –     | –    | 37      | 1       |
| 1987/1988 | A.C. Milan | Serie A | 26    | 2    | PW     | 1      | 0      | PU     | 2      | 0      | –             | –     | –    | 29      | 2       |
| 1988/1989 | A.C. Milan | Serie A | 26    | 0    | PW     | 7      | 0      | PE     | 7      | 0      | –             | –     | –    | 40      | 0       |
| 1989/1990 | A.C. Milan | Serie A | 30    | 1    | PW     | 6      | 0      | PE     | 8      | 0      | SE+PI         | 2+1   | 0    | 47      | 1       |
| 1990/1991 | A.C. Milan | Serie A | 26    | 4    | PW     | 3      | 0      | PE     | 4      | 0      | SE+PI         | 1+1   | 0    | 35      | 4       |
| 1991/1992 | A.C. Milan | Serie A | 31    | 3    | PW     | 7      | 1      | –      | –      | –      | –             | –     | –    | 38      | 4       |
| 1992/1993 | A.C. Milan | Serie A | 31    | 2    | PW     | 8      | 0      | LM     | 10     | 1      | SW            | 1     | 0    | 50      | 3       |
| 1993/1994 | A.C. Milan | Serie A | 30    | 1    | PW     | 2      | 0      | LM     | 10     | 1      | SW+SE+PI      | 1+2+1 | 0    | 46      | 2       |
| 1994/1995 | A.C. Milan | Serie A | 29    | 2    | PW     | 1      | 0      | LM     | 11     | 0      | SE+PI         | 1+1   | 0    | 43      | 2       |
| 1995/1996 | A.C. Milan | Serie A | 30    | 3    | PW     | 3      | 0      | PU     | 8      | 0      | –             | –     | –    | 41      | 3       |
| 1996/1997 | A.C. Milan | Serie A | 26    | 1    | PW     | 3      | 0      | LM     | 6      | 0      | SW            | 1     | 0    | 36      | 1       |
| 1997/1998 | A.C. Milan | Serie A | 30    | 0    | PW     | 7      | 0      | –      | –      | –      | –             | –     | –    | 37      | 0       |
| 1998/1999 | A.C. Milan | Serie A | 31    | 1    | PW     | 2      | 0      | –      | –      | –      | –             | –     | –    | 33      | 1       |
| 1999/2000 | A.C. Milan | Serie A | 27    | 1    | PW     | 4      | 0      | LM     | 6      | 0      | SW            | 1     | 0    | 38      | 1       |
| 2000/2001 | A.C. Milan | Serie A | 31    | 1    | PW     | 4      | 0      | LM     | 14     | 0      | –             | –     | –    | 49      | 1       |
| 2001/2002 | A.C. Milan | Serie A | 15    | 0    | PW     | 0      | 0      | PU     | 4      | 0      | –             | –     | –    | 19      | 0       |
| 2002/2003 | A.C. Milan | Serie A | 29    | 2    | PW     | 1      | 0      | LM     | 19     | 0      | –             | –     | –    | 49      | 2       |
| 2003/2004 | A.C. Milan | Serie A | 30    | 0    | PW     | 0      | 0      | LM     | 9      | 0      | SW+SE+PI      | 1+1+1 | 0    | 42      | 0       |
| 2004/2005 | A.C. Milan | Serie A | 33    | 0    | PW     | 0      | 0      | LM     | 13     | 1      | SW            | 1     | 0    | 47      | 1       |
| 2005/2006 | A.C. Milan | Serie A | 14    | 2    | PW     | 0      | 0      | LM     | 9      | 0      | –             | –     | –    | 23      | 2       |
| 2006/2007 | A.C. Milan | Serie A | 18    | 1    | PW     | 0      | 0      | LM     | 9      | 0      | –             | –     | –    | 27      | 1       |
| 2007/2008 | A.C. Milan | Serie A | 17    | 1    | PW     | 0      | 0      | LM     | 4      | 0      | KPŚ           | 2     | 0    | 23      | 1       |
| 2008/2009 | A.C. Milan | Serie A | 30    | 0    | PW     | 0      | 0      | PU     | 2      | 0      | –             | –     | –    | 32      | 0       |
| Łącznie   | Łącznie    | Łącznie | 647+1 | 29+0 |        | 72     | 1      |        | 161    | 3      |               | 21    | 0    | 902     | 33      |

## Rodzina
Ojciec Paolo - Cesare Maldini - też był piłkarzem, a następnie trenerem. Starszy syn Paolo - Christian jest na piłkarskiej emeryturze. Młodszy syn Daniel od 1 lutego 2025 roku reprezentuje barwy Atalanty BC.

## Odznaczenia
- Order Zasługi Republiki Włoskiej IV klasy (2000)[6]
- Order Zasługi Republiki Włoskiej V klasy (1991)[7]